# Reshma Chhiba
Reshma Chhiba (* 1983 in Johannesburg, Südafrika) ist eine südafrikanische bildende Künstlerin.

## Leben
Chhiba absolvierte eine Ausbildung an der Witwatersrand-Universität („Wits University“) in Johannesburg, bei der sie 2005 den akademischen Grad eines Bachelors in Bildender Kunst erhielt. 2013 schloss sie ihr Studium mit dem „Master of Arts in Fine Art“ (MAFA) ab. Betreut wurde sie dabei von Karel Nel von der Wits University.
2003 erhielt sie den von der Universität vergebenen Martienssen Prize.
2007 wurde sie vom Goethe-Institut ausgewählt, um als Kunstvermittlerin auf der documenta 12 in Kassel aufzutreten.
Die Künstlerin beteiligte sich an mehreren Gruppenausstellungen aus dem Bereich Fotografie und Medienkunst. Ihre erste Einzelausstellung, die sie nach der indischen Göttin Kali benannte, fand 2008 statt. Im August 2013 sorgte eine Installation mit dem Titel The Two Talking Yonis (deutsch: „Die zwei sprechenden Yonis“) für Beachtung. Eine begehbare Riesenvagina rief sehr unterschiedliche Reaktionen hervor.
2010 war sie Mitbegründerin einer Tanzschule für Bharata Natyam in Johannesburg. Für diesen indischen Tanzstil hat sie seit 2001 ein Diplom.
Chhiba ist zurzeit (2013) bei der 1915 gegründeten Johannesburg Art Gallery beschäftigt.